# Ragožiai

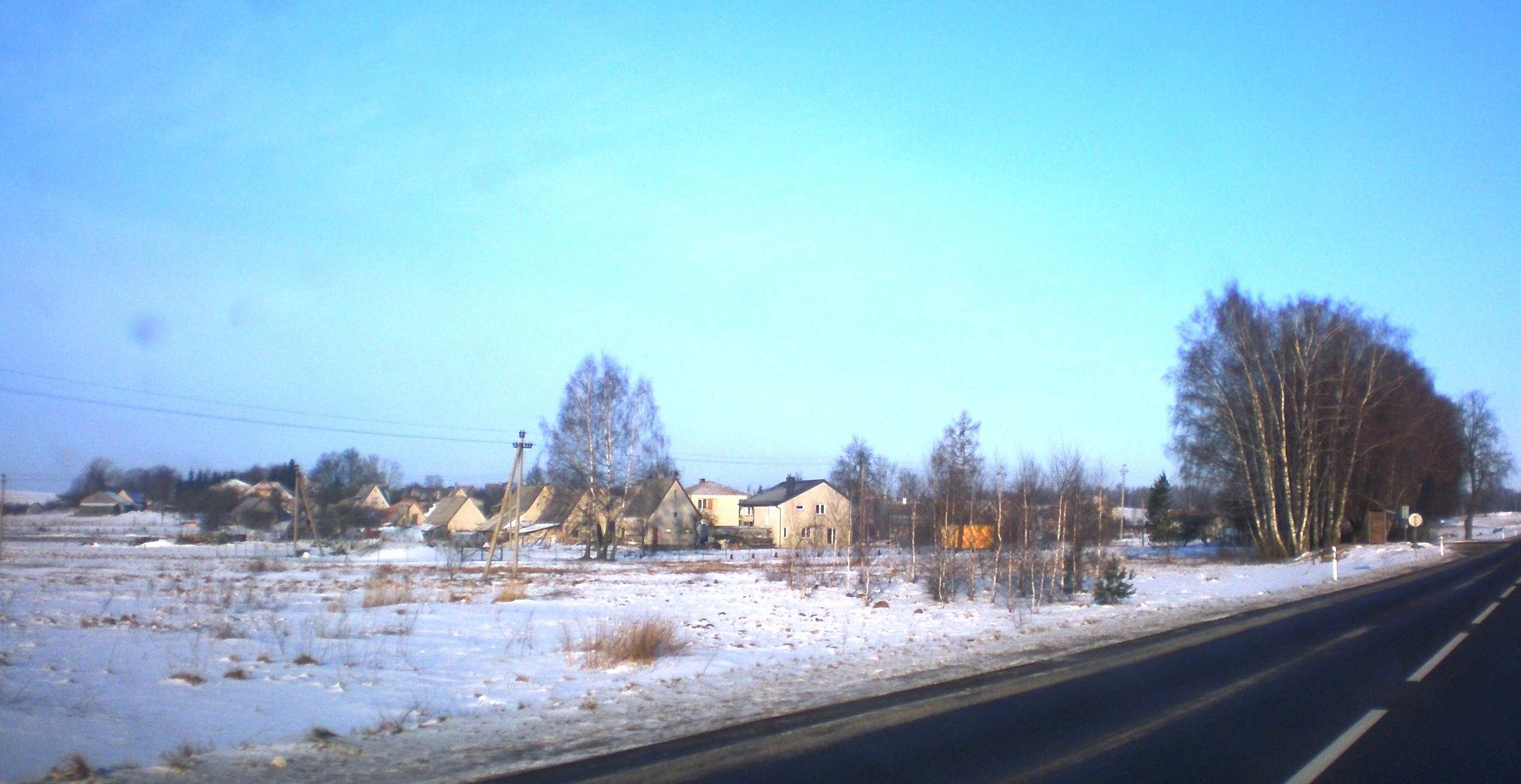
Ragožiai

Ragožiai ist ein Ort mit 302 Einwohnern (Stand: 2011) in Litauen, im Amtsbezirk Kulva der Rajongemeinde Jonava, Bezirk Kaunas,  3 km nordwestlich von Jonava, an der Fernstraße Richtung Kėdainiai. Ragožiai ist das Zentrum des gleichnamigen Unteramtsbezirks mit 434 Einwohnern. Der Name des Dorfs ist abgeleitet vom litauischen Wort ragas („Horn“).